# Humis
Los Humis (también humas o humes) fue una etnia indígena extinguida con la presencia española en América.

## Territorio
Habitaron en los afluentes en la parte media del río Piaxtla, poblados como Castilaca (hoy Contra Estaca) e Ixpalino en Sinaloa y la sierra de Durango. Entre el poblado de Tenchoquelite en San Ignacio por el ascenso de río de San Ignacio nombre que toma el río Piaxtla al pasar por dicho poblado en Sinaloa hasta el poblado de Guarizamey en San Dimas, Durango.

## Guerreros
Era un grupo guerrero; estaban en constante guerra con los vecinos, hinas, xixime y tepehuanes, pero sobre todo con los acaxees.

## Vida
Sembraban maíz, calabaza, frijol y chile. Algunos fueron evangelizados; ya que vivieron en las misiones de San Ignacio, San Agustín, San Javier, Ajoya y Cabazán; todas en el municipio de San Ignacio (Sinaloa).

## Extinción
Las epidemias,mestizaje y la constante guerra entre los pueblos indígenas de esa región,pero sobre todo la guerra con los españoles terminó de extinguirlos como etnia.